# Нові Турдаки
Нові Турда́ки (рос. Новые Турдаки, ерз. Од Мурза) — село у складі Кочкуровського району Мордовії, Росія. Входить до складу Семілейського сільського поселення.

## Населення
Населення — 419 осіб (2010; 525 у 2002).
Національний склад (станом на 2002 рік):
- мордва — 51 %
- ерзяни — 45 %